# Staré Buky
Staré Buky är en ort i Tjeckien. Den ligger i den nordöstra delen av landet, 110 km öster om huvudstaden Prag. Staré Buky ligger 366 meter över havet och antalet invånare är 375.
Terrängen runt Staré Buky är platt söderut, men norrut är den kuperad. Staré Buky ligger nere i en dal. Runt Staré Buky är det ganska tätbefolkat, med 239 invånare per kvadratkilometer. Närmaste större samhälle är Trutnov, 5,3 km nordost om Staré Buky. Omgivningarna runt Staré Buky är en mosaik av jordbruksmark och naturlig växtlighet.